# Stéphanie Nicole Zanga
Stéphanie Nicole Zanga, née le 11 décembre 1969, est une athlète camerounaise. 

## Biographie
Stéphanie Nicole Zanga remporte la médaille d'argent du 1 500 mètres lors des championnats d'Afrique 1996 à Yaoundé.
Aux Jeux africains de 1999 à Johannesbourg, elle est médaillée de bronze du relais 4 x 400 mètres.